# 莫納 (愛荷華州)
莫納（英語：Mona）是位於美國愛荷華州米切爾縣的一個人口普查指定地區。

## 人口
根據2010年美國人口普查的數據，莫納的面積為3.86平方千米，當中陸地面積為3.86平方千米，而水域面積為0.00平方千米。當地共有人口34人，而人口密度為每平方千米8.81人。